# مركز تكلفة
مركز تكلفة في الاقتصاد (بالإنجليزية :cost center) هو أي قسم في الشركة (تصرف عليه الشركة، ولذلك يعتبر مركز تكلفة)، ويساهم بطريقة غير مباشرة في تحقيق مكاسب للشركة.

ومن أمثلتها قسم الأبحاث والتطوير وقسم التسويق وقسم خدمة الزبائن.

## نظرة عامة
تصنف الشركات أقسامها في العادة ثلاثة تصنيفات : مراكز تكلفة ومراكز أرباح ومراكز استثمارية. 
.
ويتميز ذلك التصنيف بسهولته من وجهة تقسيم التكلفة، حيث يمكن حصر التكاليف بسهولة. وبما أن مراكز التكلفة تكلف الشركة وتبدو للوهلة الأولى كما لو كانت عبئا على الشركة، فهي تقتصد في الإنفاق العام للشركة، فتقوم أحيانا بالتخلص من بعض العاملين أو الحد من رواتبهم عندما تكون الشركة في وضع اقتصادي حرج.

## اقرأ أيضاً
- نظارة الحسابات
- تخصيص الأموال
- حجم الأعمال (اقتصاد)
- مركز مربح
- وكالة استخدام
- حسم
- وقت العمل
- استخدام